# Vogelfrei (Album)
Vogelfrei ist das zweite Album des Lübecker Rappers Albino. Veröffentlichungsdatum war der 20. September 2002. Es erschien sowohl als CD als auch als Schallplatte.

## Entstehung
Nachdem Albino 1998 mit der EP Lyrischer Widerstand seinen ersten Tonträger veröffentlicht hatte, folgte zwei Jahre später das Debütalbum Vertuscht & Verschleiert. Danach arbeitete er am Nachfolger Vogelfrei.

## Gestaltung
Auf dem Cover ist links eine Schwarz-Weiß-Fotografie des Kopfs des Künstlers mit nachdenklichem Gesichtsausdruck zu sehen, bei der das rechte Ohr bereits „abgeschnitten“ ist; der untere Teil des Kopfes wird dabei etwas heller beleuchtet als der Rest. Rechts unten sind im Hintergrund Lichter zu erkennen. Rechts oben steht in schrägen, ockerbraunen Buchstaben der Schriftzug „ALBiNO“, darunter in weiß „vogelfreı“. Zwischen Künstler- und Albumtitel einerseits sowie den Lichtern andererseits sind in weißer Schrift und geschriebenen Druckbuchstaben sämtliche musikalische Gäste aufgeführt. Das Cover wurde von Barbara Sander entworfen, das Foto stammt von Kerstin Schulz.
Das Booklet, in dem zu den meisten Stücken die Texte enthalten sind, ist in den Farben schwarz und ockerbraun gehalten, wobei vereinzelt im Hintergrund ebenfalls Lichter zu erkennen sind.

## Aufnahmen
Albino arbeitete bei diesem Album mit mehreren Produzenten wie B-Base, Falk, Brotherman und Boulevard Bou zusammen. Die Aufnahmen fanden in Heidelberg, Kiel und Hamburg statt. Musikalische Gäste sind Torch, Nemo, Ole, Nesti, MC A.D.O.P. und Koppaz.

## Texte und Musik
Stilistisch ist das Album dem Conscious Rap zuzuordnen. Musikalisch und textlich betrachtet stellt „Vogelfrei“ das bisher melancholischste Soloalbum des Rappers dar. Das Intro wird von Torch vorgetragen, der sich und die übrigen an der Entstehung des Albums beteiligten Personen als Teil einer Expedition darstellt und als die „letzten Überlebenden“ sowie „vogelfrei“ bezeichnet. In Relationen geht es unter anderem um den von der Polizei ermordeten Carlo Giuliani, der gegen den G8-Gipfel in Genua 2001 demonstriert hatte.
Auf dem Album ist zudem ein von 12 Finger Dan angefertigter Remix von Ohne Rechte enthalten, das bereits auf Albinos Debütalbum Vertuscht & verschleiert erschienen war. Im Text geht es um Tierrechte, wobei der Fokus auf den moralischen Status von Tieren innerhalb der Gesellschaft gelegt wird.
In Unterwegs in Gedanken beschreiben Albino, Ole, Knoppaz und Brotherman zusammen die Entstehung eines Liedes einschließlich Anfahrtsweg zum Studio. Im Titelstück Vogelfrei sowie bei In Frieden Leben werden Selbstreflexionen verarbeitet.
Dreimal werden Originaltonaufzeichnungen von Rudi Dutschke eingebaut: Auf Kleine Welt geschieht dies als eine Art Intro, Das parlamentarische System stellt ein anderthalbminütiges, musikalisch unterlegtes Skit dar, auf Vogelfrei (Outro) wird  Dutschkes Auffassung von Revolution wiedergegeben.

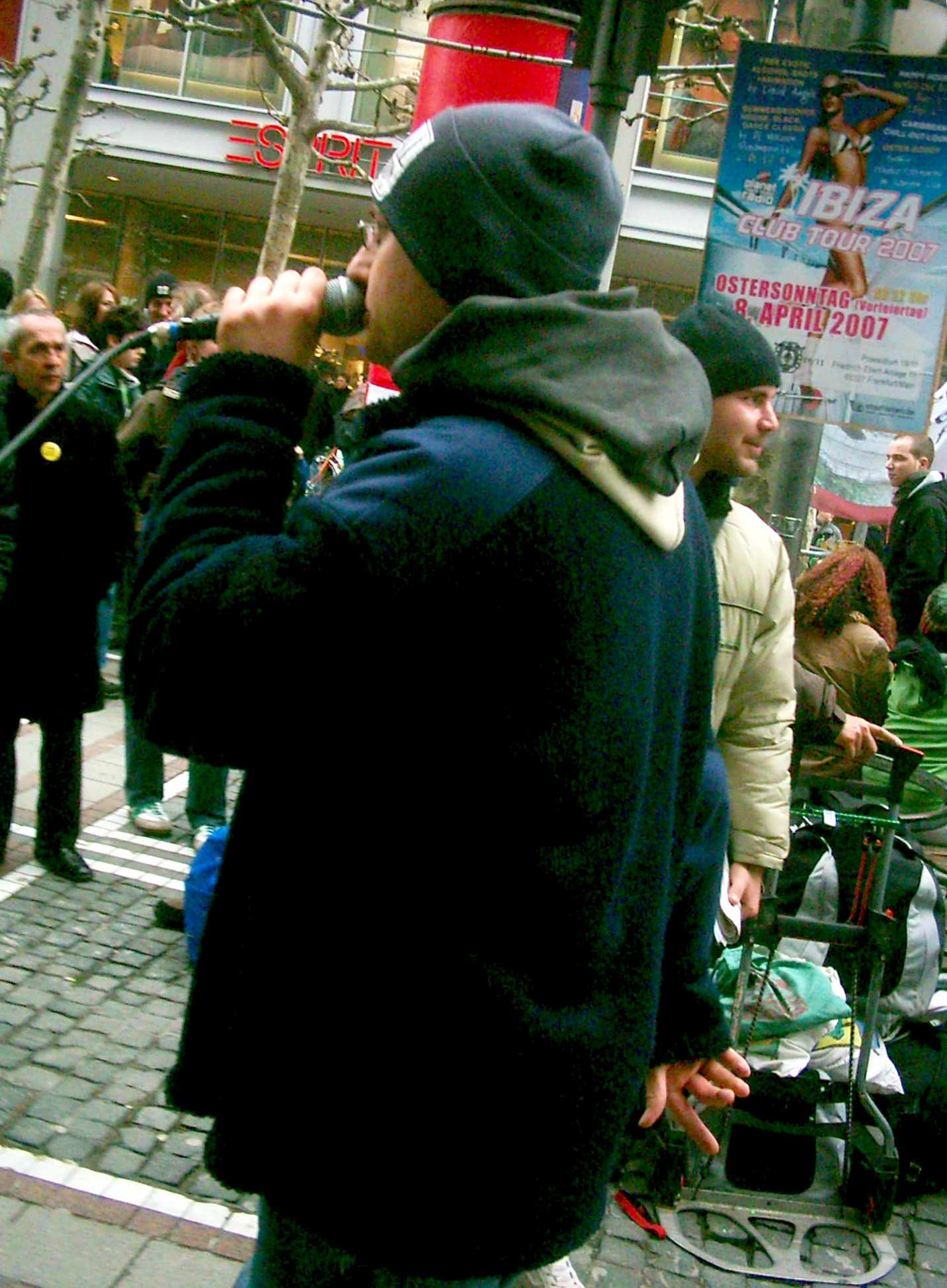
Albino

## Promotion
Zum Stück An alle wurde ein Video gedreht, bei dem neoViel die Regie übernahm. Es zeigt Albino zusammen mit seinem DJ 12 Finger Dan, letzteren hinter einem Plattenspieler, im Halbdunklen, während immer wieder Szenen aus dem Alltag des Künstlers, teils zusammen mit befreundeten Musikern in Schwarz-Weiß, eingeblendet werden.
Die auf dem Album enthaltene Remixversion von Ohne Rechte fand als musikalische Untermalung eines Tierrechtsvideos namens „Reality TV“ Verwendung, in dem gezeigt wird, wie Tiere für menschliche Zwecke misshandelt und getötet werden. Es war zunächst ohne Albinos Wissen entstanden. Darauf aufmerksam wurde er erst, als ein Tierrechtler es ihm bei einer Demonstration zeigte. Dieser erzählte ihm, dass die Leute, die damit in der Fußgängerzone regelmäßig konfrontiert wurden, darauf „besonders aufgewühlt reagiert hätten“. Da der Rapper das Video gut fand und der Meinung war, dass es „die gottverdammte Normalität“ zeige, entschloss er sich spontan, es auf seiner 2005 erschienenen EP Kein Frieden zu veröffentlichen.